# 鮮卑語
鮮卑語（せんぴご）は、かつて鮮卑で話された言語である。その言語系統はモンゴル系ともテュルク系ともいわれるが、定説には至っていない。

## 系統
鮮卑語は同じ東胡語から分かれたとされる烏桓語と同じであったと伝えられている。
鮮卑語の系統について、古くからモンゴル系説とテュルク系であるとする説があったが、近年になって特に拓跋部の言語はモンゴル系であるという説が有力となっている。例えば漢文文献などに音写されて現代に伝わっている拓跋部の言語の語彙は契丹文字の解読で明らかになった契丹語の語彙と近似した音形を示しており、これらの語彙はまたモンゴル文語の語彙と音形が近似していることが指摘されている。拓跋語で狗を意味すると伝えられている語の再構築音は *ɲaqan であり、契丹語の犬を意味する語の再構築音は *ɲaq となり、モンゴル文語の犬は noqai となる。同様に、雲は拓跋語では *eulen 、契丹語では *eul 、モンゴル文語では egüle-n である。